# Andrea Cossu
Andrea Cossu (* 3. Mai 1980 in Cagliari) ist ein ehemaliger italienischer Fußballspieler.

## Karriere

### Verein
Andrea Cossu begann seine Profikarriere in der Saison 1996/97 bei Olbia Calcio 1905 in der vierthöchsten italienischen Spielklasse. Er debütierte am 29. September 1996 im Heimspiel gegen den AC Lumezzane für Olbia. Im Sommer 1997 nahm ihn der Serie-B-Verein Hellas Verona unter Vertrag. Der Mittelfeldakteur wurde in den folgenden zwei Spielzeiten jedoch nur in der Primavera eingesetzt, mit der er um die Primavera-Meisterschaft mitspielte. Um wieder in Profiligen Spielpraxis zu sammeln, wechselte Cossu im Januar 1999 auf Leihbasis zum damaligen Amateurverein AC Lumezzane. Bei den Lombarden konnte er sich im Laufe der folgenden 2½ Jahre gut ins Team einfügen und kehrte im Sommer 2001 nach Verona zurück. Er konnte sich bei Verona erneut nicht durchsetzen und absolvierte kein einziges Ligaspiel. Im Januar 2002 folgte mit dem temporären Engagement beim Drittligisten ASD Torres Calcio die nächste Leihe.
Beim sardischen Verein schaffte der Mittelfeldspieler schnell den Sprung in die Stammformation und trug mit einem Treffer in zwölf Partien zum Erfolg der Mannschaft bei. Nach Auflaufen der Leihfrist im Sommer 2002 folgte abermals die Rückkehr zu seinem Stammverein Hellas Verona. Diesmal gelang es ihm auf Anhieb mit konstanten Leistungen zu überzeugen und sich zum Stammspieler zu entwickeln. Nachdem er in der Saison 2004/05 mit Verona den Aufstieg in die Serie A nur knapp verpasst hatte, verließ er daraufhin den Verein und unterzeichnete in seiner Heimatstadt bei Cagliari Calcio einen Vertrag. Bei Cagliari erhielt er in der Spielzeit 2005/06 22 Einsätze in der höchsten italienischen Spielklasse und blieb dabei ohne Torerfolg. Die folgenden zwei Jahre spielte er wieder beim venetischen Verein Hellas Verona, mit dem er jedoch nach der missratenen Spielzeit 2006/07 nach einer Niederlage in den Playout-Partien gegen Spezia Calcio in die Serie C1 absteigen musste. Nach wenigen Partien in der drittklassigen Serie C1 kehrte Cossu im Sommer 2008 wieder zu Cagliari zurück.
Bei den Sarden schaffte er im zweiten Anlauf den Sprung in die Stammformation und platzierte sich mit der Mannschaft in der Saison 2008/09 auf dem neunten Rang der Serie A.

### Nationalmannschaft
Nachdem Cossu in den Jahren zwischen 2000 und 2002 für die U-16- und U-18-Jugendauswahl berücksichtigt worden war, bot ihn Nationaltrainer Marcello Lippi erstmals in den Kader der italienischen Fußballnationalmannschaft für das Freundschaftsspiel am 3. März 2010 gegen Kamerun auf. Der Mittelfeldakteur konnte beim 0:0 gegen Kamerun die gesamte Partie durchspielen.